# Japan Soccer League 1972
Die Japan Soccer League 1972 war die achte Spielzeit der japanischen Japan Soccer League. An ihr nahmen 18 Vereine teil. Meister wurden die Hitachi.

## Ergebnisse

### Division 1
| Pl. | Verein                      | Sp. | S | U | N  | Tore    | Diff. | Punkte |
| --- | --------------------------- | --- | - | - | -- | ------- | ----- | ------ |
| 1.  | Hitachi                     | 14  | 9 | 3 | 2  | 036:160 | +20   | 21     |
| 2.  | Yanmar Diesel               | 14  | 7 | 6 | 1  | 030:110 | +19   | 20     |
| 3.  | Toyo Industries             | 14  | 7 | 2 | 5  | 020:130 | +7    | 16     |
| 4.  | Mitsubishi Heavy Industries | 14  | 5 | 6 | 3  | 026:190 | +7    | 16     |
| 5.  | Nippon Kokan                | 14  | 4 | 5 | 5  | 015:180 | −3    | 13     |
| 6.  | Nippon Steel                | 14  | 4 | 4 | 6  | 022:300 | −8    | 12     |
| 7.  | Furukawa Electric           | 14  | 3 | 2 | 9  | 017:410 | −24   | 08     |
| 8.  | Towa Real Estate            | 14  | 2 | 2 | 10 | 011:290 | −18   | 06     |

### Division 2
| Pl. | Verein                      | Sp. | S  | U | N  | Tore    | Diff. | Punkte |
| --- | --------------------------- | --- | -- | - | -- | ------- | ----- | ------ |
| 1.  | Toyota Motors               | 18  | 13 | 4 | 1  | 034:160 | +18   | 30     |
| 2.  | Tanabe Pharmaceutical       | 18  | 10 | 6 | 2  | 037:220 | +15   | 26     |
| 3.  | Kofu SC                     | 18  | 9  | 3 | 6  | 033:210 | +12   | 21     |
| 4.  | Fujitsu                     | 18  | 4  | 9 | 5  | 019:230 | −4    | 17     |
| 5.  | Kyoto Shiko Club            | 18  | 7  | 3 | 8  | 026:310 | −5    | 17     |
| 6.  | Nippon Light Metal          | 18  | 7  | 2 | 9  | 031:330 | −2    | 16     |
| 7.  | Yomiuri                     | 18  | 7  | 1 | 10 | 027:310 | −4    | 15     |
| 8.  | Dainichi Nippon Cable       | 18  | 5  | 4 | 9  | 036:400 | −4    | 14     |
| 9.  | NTT Kinki                   | 18  | 4  | 6 | 8  | 021:250 | −4    | 14     |
| 10. | Toyoda Automatic Loom Works | 18  | 4  | 2 | 12 | 014:360 | −22   | 10     |

## Preise

### Torschützenkönige
- Akira Matsunaga (12 Tore) (Hitachi)

### Best XI
- Tatsuhiko Seta (Hitachi)
- Nobuo Kawakami (Hitachi)
- Carlos Esteves (Yanmar Diesel)
- Daishirō Yoshimura (Yanmar Diesel)
- Aritatsu Ogi (Toyo Industries)
- Yoshitada Yamaguchi (Hitachi)
- Ryūichi Sugiyama (Mitsubishi Heavy Industries)
- Mutsuhiko Nomura (Hitachi)
- Akira Matsunaga (Hitachi)
- Kunishige Kamamoto (Yanmar Diesel)
- Takada Kazumi (Mitsubishi Heavy Industries)